# Ravy Tsouka
Ravy Dieuleriche Tsouka Dozi (Blois, 23 december 1994) is een Congolees-Frans voetballer die sinds 2023 uitkomt voor AEL Limassol.

## Clubcarrière
Tsouka genoot zijn jeugdopleiding bij SO Romorantinais, AS Lamottoise Beuvron, AS Nouan-Lamotte, US Orléans 45 en FC Nantes. In het seizoen 2013/14 speelde hij vier competitiewedstrijden voor het tweede elftal van FC Nantes, dat toen uitkwam in de CFA. 
Na een paar maanden zonder club tekende hij in januari 2015 bij de Italiaanse tweedeklasser FC Crotone. De club leende hem in het seizoen 2015/16 uit aan derdeklasser Paganese Calcio. Ook in het seizoen 2016/17 lag hij onder contract bij Crotone, dat in april 2016 voor het eerst in zijn bestaan naar de Serie A was gepromoveerd, maar uiteindelijk speelde hij nooit een officiële wedstrijd voor de club.
In het voorjaar van 2018 tekende Tsouka bij de Zweedse derdeklasser Västerås SK. Tsouka werd met de club kampioen in de Division 1. Na het seizoen 2019 nam Tsouka afscheid van de club: in november 2019 ondertekende hij een driejarig contract bij Helsingborgs IF. In het seizoen 2020 zakte hij met Helsingborgs uit de Allsvenskan, maar in het seizoen daarop forceerde de vijfvoudige Zweedse landskampioen via de play-offs een terugkeer naar de hoogste divisie.
In juli 2022 ondertekende hij een tweejarig contract met optie tot nog een seizoen bij de Belgische eersteklasser Zulte Waregem. Daar werd hij aanvankelijk aanzien als een directe versterking, maar mede door de verrassend goed presterende Modou Tambedou kreeg hij pas op de zesde competitiespeeldag zijn eerste basisplaats in de Jupiler Pro League, weliswaar na vier eerdere invalbeurten. In de negen daaropvolgende competitiewedstrijden was hij vijfmaal basisspeler en tweemaal invaller. Op 29 oktober 2022 liep hij als invaller een rode kaart op in de 0-3-nederlaag tegen Standard Luik na een wilde tackle op Cihan Canak. Hierna speelde Tsouka geen enkele officiële wedstrijd meer voor Zulte Waregem, dat op het einde van het seizoen naar Eerste klasse B degradeerde.
In juli 2023 ondertekende Tsouka een tweejarig contract bij de Cypriotische eersteklasser AEL Limassol.

## Interlandcarrière
Tsouka speelde in 2010 zes jeugdinterlands voor Frankrijk –16. In 2019 maakte hij zijn interlanddebuut voor Congo-Brazzaville.